# Nowe Szepietowo Podleśne
Nowe Szepietowo Podleśne – wieś w Polsce położona w województwie podlaskim, w powiecie wysokomazowieckim, w gminie Szepietowo.
W latach 1975–1998 miejscowość administracyjnie należała do województwa łomżyńskiego.
Wierni kościoła rzymskokatolickiego należą do parafii św. Anny w Dąbrówce Kościelnej.

## Historia
W 1921 r. wyszczególniono folwark Szepietowo-Podleśne. Naliczono tu 5 budynków z przeznaczeniem mieszkalnym oraz 83 mieszkańców (32 mężczyzn i 51 kobiet). Wszyscy podali narodowość polską.

## Obiektyzabytkowe
- pozostałości zespołu dworsko-parkowego
  - obora murowana z 1894.
  - pozostałości parku z przełomu XIX i XX w.[9]